# 韓范 (萬曆進士)
韓范（1563年—？），字思兼，號振西，山西澤州沁水縣人，民籍，明朝政治人物。

## 生平
萬曆十三年（1585年）乙酉科山西鄉試第三十六名舉人，十四年（1586年）中式丙戌科會試第三百三十一名，三甲第二百七十九名進士。吏部觀政，丁憂歸。十九年授工部都水司主事，二十三年（1595年）升员外郎，本年升兵部武选司郎中，十二月以事降雜職，贬淦县典史。
天啓元年（1621年）起南兵部郎中，三月升南京通政使司右参议，二年六月升順天府添注府丞，三年三月升右通政，五年三月上疏自陳，准致仕。

## 家族
曾祖韓銳；祖父韓崑；父韓子義，知縣。母李氏。具慶下。弟韓蒲、韓藻。